# Panzeriaa sulciforceps
Panzeriaa sulciforceps là một loài ruồi trong họ Tachinidae.